# Комар Юрій Ігорович
Ю́рій І́горович Комар (нар. 3 лютого 1992 — пом. 26 серпня 2014) — сержант 15-го реактивного артилерійського полку Збройних сил України, учасник російсько-української війни.

## Короткий життєпис
Народився 1992 року в Дрогобичі (також вказується село Раневичі, Дрогобицький район, Львівська область). Навчався в ЗОШ № 10 у Дрогобичі. Після закінчення школи продовжив навчання у Дрогобицькому професійному політехнічному ліцеї, де здобув середню спеціальну освіту та фах слюсаря з ремонту автомобілів.
2010 року починає військову службу за контрактом у Дрогобицькій військовій частині, з квітня по червень 2012 року Юрій пройшов навчання за програмою підготовки командирів автомобільних відділень базового рівня.
У цьому ж році одружився та з вулиці Грушевського в Дрогобичі переїхав на постійне місце проживання у село Раневичі (до дружини Лесі). Невдовзі в них народилася донечка, яку Юрій любив понад усе. Був дуже хорошим сім'янином, відповідальним, працьовитим і дбайливим.
У листопаді 2012 року за успішне виконання військових обов'язків Юрієві присвоюють звання сержанта, а в 2013 році призначають командиром відділення.
Від травня 2014 року він проходить військовий вишкіл у Сумській області, а в липні його відправляють на схід, у зону АТО.
Командир відділення 15-го гвардійського реактивного артилерійського полку, в/ч А1108 (Дрогобич). Від близьких приховував своє перебування в зоні бойових дій.
Загинув у бою за Георгіївку — колону розстріляли російські терористи.
У Раневичах Дрогобицького району в Юрія залишились дружина Леся та донька Віка.
Похований у селі Раневичі.

## Нагороди та вшанування
За особисту мужність і героїзм, виявлені у захисті державного суверенітету та територіальної цілісності України, вірність військовій присязі під час російсько-української війни, відзначений — нагороджений:
- 25 квітня 2016 року — медаллю «За військову службу Україні» (посмертно).[2]
- 14 жовтня 2015 року у Дрогобицькому професійному політехнічному ліцеї встановлено меморіальну дошку Юрію Комару.[3]
- Його портрет розміщений на меморіалі «Стіна пам'яті полеглих за Україну» в Києві: секція 3, ряд 2, місце 13
- Вшановується 26 серпня на щоденному ранковому церемоніалі вшанування українських захисників, які загинули цього дня в різні роки внаслідок російської збройної агресії[4]
- Почесний громадянин Дрогобича (рішення XXVII сесії Дрогобицької міської ради від 31 травня 2018 року; посмертно)